# Protapanteles areatus
Protapanteles areatus är en stekelart som först beskrevs av Granger 1949.  Protapanteles areatus ingår i släktet Protapanteles och familjen bracksteklar. Inga underarter finns listade i Catalogue of Life.